# Lorraine-Dietrich Type VG 6
Der Lorraine-Dietrich Type VG 6 ist ein Pkw-Modell aus der Zeit um 1910. Hersteller war Lorraine-Dietrich in Frankreich.

## Beschreibung
Das Modell stand von 1909 bis 1910 im Angebot. Die nationale Zulassungsbehörde erteilte am 22. Juni 1909 die Zulassung. Vorgänger war der Type VFG 6.
Konstrukteur des Motors war Giustino Cattaneo, der für das italienische Partnerunternehmen Isotta Fraschini tätig war. Er entwickelte einen Sechszylinder-Reihenmotor. Er ist als T-Kopf-Motor ausgeführt. Jeweils drei Zylinder sind zusammengegossen. 80 mm Bohrung und 120 mm Hub ergeben 3619 cm³ Hubraum. Der Motor war damals in Frankreich steuerlich mit 15 CV eingestuft.
Der Motor ist vorn längs im Fahrgestell eingebaut. Er treibt über ein Vierganggetriebe die Hinterachse an. Neu war der Kardanantrieb. Die Bremse wirkt zeittypisch nur auf die Hinterräder.
Das Fahrgestell hat 3250 mm Radstand.